# Monika C. Schuhmacher
Monika C. Schuhmacher (* im 20. Jahrhundert) ist eine deutsche Wirtschaftswissenschaftlerin und Hochschullehrerin. Seit 2016 ist sie Inhaberin der Professur für Betriebswirtschaftslehre mit dem Schwerpunkt Technologie-, Innovations- und Gründungsmanagement an der Justus-Liebig-Universität Gießen. 

## Werdegang
In der Vergangenheit lehrte Schuhmacher bereits an der Universität Mannheim, Mannheim Business School, Copenhagen Business School in Dänemark und der ESSEC in Frankreich. Sie hat einen Abschluss sowohl von der Universität Mannheim (Dipl.-Kffr., 2006) als auch von der University of North Carolina at Greensboro (M.B.A., 2003). 2010 promovierte sie an der Universität Mannheim und habilitierte in 2015. 2016 nahm Schuhmacher den Ruf auf die Professur für Technologiemanagement, Innovationsmanagement und Gründungsmanagement am Fachbereich für Wirtschaftswissenschaften der Justus-Liebig-Universität Gießen an.

## Weitere Tätigkeiten und Mitgliedschaften
Schuhmacher ist Direktorin des „Entrepreneurship Clusters Mittelhessen“ an der Justus-Liebig-Universität Gießen. Hier fungiert sie als Gründungsbeauftragte, um Studierende, Absolventen, wissenschaftliche Mitarbeiter und Professoren zu unterstützen, ihre innovativen Ideen im Rahmen einer Unternehmensgründung systematisch umzusetzen und sie fördert somit nachhaltig den Wirtschaftsstandort der Region Mittelhessen. Seit 2017 ist sie Sprecherin des Forschungsnetzwerks Digitalisierung am Fachbereich für Wirtschaftswissenschaften der Justus-Liebig-Universität Gießen. 
Darüber hinaus ist sie Beraterin in den Bereichen Technologiemanagement, Innovationsmanagement und Marketing für internationale Unternehmen und kooperiert in Forschung wie Lehre mit namhaften Unternehmen, wie zum Beispiel Daimler AG, BASF, Robert Bosch GmbH, Grohe AG oder Hoffmann-La Roche. Sie ist zudem Mitglied verschiedener Jurys zur Vergabe von Unternehmer- und Gründerpreisen.

## Forschung und Lehre
Zu den Schwerpunkte ihrer Forschung gehören vor allem die Bereiche Digitale Transformation, Entrepreneurial Marketing, Geschäftsmodellinnovation, Innovationsmanagement und Innovationsmarketing, Internet of Things, Open Innovation, Reverse Innovation und Startup-Finanzierung.
Die Lehrschwerpunkte sind Digitale Transformation und Digitalisierung, Global Marketing, Marketing Management, Gründungsmanagement, sowie strategisches Innovationsmanagement und strategisches Technologiemanagement.

## Auszeichnungen
- 2017: Wolfgang-Mittermaier-Preis der Erwin-Stein-Stiftung für hervorragende Leistungen in der akademischen Lehre, Justus-Liebig-Universität Gießen.
- 2016: Thomas Hustad Best Paper Award, 23. IPDMC, Glasgow, UK.
- 2013: Best Paper Award in Track ‘Market Research’ ANZMAC, Auckland, New Zealand.
- 2010: Karen-Islinger-Stiftung & Stiftung Marketing der Universität Mannheim, Auszeichnung der Dissertation, Universität Mannheim.

## Schriften (Auswahl)
- Konya-Baumbach, Elisa, Schuhmacher, Monica C., Kuester, Sabine and Victoria Kuharev (2019), Making a First Impression as a Start-up: Strategies to Overcome Low Initial Trust Perceptions in Digital Innovation Adoption, International Journal of Research in Marketing.
- Feurer, Sven, Schuhmacher, Monika C., Kuester, Sabine (2019), How Pricing Teams Develop Effective Pricing Strategies for New Products, Journal of Product Innovation Management, 36 (1), 66–86.
- von Janda, Sergej, Monika C. Schuhmacher and Sabine Kuester (2018), Reversing Gears: Inverting the Innovation-Flow Paradigm with Reverse Innovation, Research-Technology Management, 61 (1), 46–57.
- Schuhmacher, Monika C., Sabine Kuester, and Anna-Lena Hanker (2018), Investigating Antecedents and Stage-Specific Effects of Customer Integration Intensity on New Product Success, International Journal of Innovation Management, 22 (4).
- Kuester, Sabine, Konya-Baumbach, Elisa, Schuhmacher, Monika C. (2018), Get the Show on the Road: Go-to-Market Strategies for E-Innovations of Start-ups, Journal of Business Research, 83C, 65–81.
- Schuhmacher, Monika C., Kuester, Sabine, Hultink, Erik Jan (2018), Appetizer or Main Course: Early Market vs. Majority Market: Go-to-Market Strategies for Radical Innovations, Journal of Product Innovation Management, 35 (1), 106–124.
- Feurer, Sven, Schuhmacher, Monika C., Kuester, Sabine (2015), Divide Tariffs and Prosper? A Focus on the Role of Need for Cognition, Marketing ZFP – Journal of Research and Management, 37 (2), 102–110.
- Kuester, Sabine, Feurer, Sven, Schuhmacher, Monika, Reinartz, Dominik (2015), Comparing the Incomparable? How Consumers Judge the Price Fairness of New Products, International Journal of Research in Marketing, 32 (3), 272–283.
- Schuhmacher, Monika C., von Janda, Sergej, Woodside, Arch (2014), Configural Theory of why People Shop for Clothes: Personal-attribute Explanations of Four Stalwart Segments, Journal of Global Fashion Marketing, 5 (1), 1–25.
- Kuester, Sabine, Schuhmacher, Monika, Broermann, Barbara, Worgul, Andreas (2013), Sectoral Heterogeneity of Service Development: An Exploratory Study of Service Types and Success Factors, Journal of Product Innovation Management, 30 (3), 533–544.
- Schuhmacher, Monika C., Kuester, Sabine (2012), Identification of Lead User Characteristics: Driving the Quality of Service Innovation Ideas, Creativity & Innovation Management, 21 (4), 427–442.

## Bücher
- Kundenintegration in die Neuproduktentwicklung – Eine Betrachtung der Konsumgüterindustrie. Gabler, Wiesbaden 2009.